# كينيتشي توماباتشي
كينيتشي توماباتشي (باليابانية: 苫米地 健一) (9 أبريل 1976 في إيباراكي في اليابان – )؛ هو لاعب كرة قدم سابق كان يلعب كمهاجم.